# アマスィヤの講和
アマスィヤの講和（アマスィヤのこうわ、ペルシア語: پیمان آماسیه、トルコ語: Amasya Antlaşması）は、1555年5月29日、サファヴィー朝のタフマースブ1世とオスマン帝国のスレイマン1世の間で締結された第一次オスマン・サファヴィー戦争の講和条約。条約の名称はアマスィヤで締結されたことによる。

## 条約の内容
条約はサファヴィー朝とオスマン帝国の間の国境を画定し、和平はそれ以降20年間続いた。
条約によりアルメニアとグルジアは東西に等分割され、西アルメニア、西クルディスタン、西グルジア（サムツヘ西部を含む）はオスマン領、東アルメニア、東クルディスタン、東グルジア（サムツヘ東部を含む）はサファヴィー朝領とされた。
オスマン帝国がバグダードを含むイラク大部分を獲得し、ペルシア湾への出口を得た一方、サファヴィー朝は戦前に領有している元首都のタブリーズと北西部のコーカサス地方など（ダゲスタンとアゼルバイジャン全域含む）を全て維持した。
これにより、両国の国境線は東西グルジアを分ける小コーカサス山脈からアルメニア、そしてザグロス山脈の西麓を通過してペルシア湾まで続く。
エルズルム、シャフリゾール、ヴァンなど東アナトリア地方のいくつかの都市は緩衝地帯に指定された。カルスは中立が宣言され、要塞が破壊された。
オスマン帝国はさらにペルシア人巡礼者にメッカとメディナといった聖地やイラクにあるシーア派の巡礼地への通行を許可した。
最終的なコーカサス地方の分割とメソポタミアのオスマンへの割譲は次の平和条約である1639年のズハーブ条約に持ち越された。
和約の条項はもう一つあり、それはスンナ派が正統と認める3人のカリフ、アブー・バクル、ウマル、ウスマーンを呪い、アーイシャに悪態をつく儀式をサファヴィー朝が止めるというものである。この条項はオスマン朝とサファヴィー朝の間に交わされた条約の中で普通に見られる一般的なものであるが、今回は特にタフマースブ1世にとって屈辱を与えるものであると考えられた。